# Nyanca
Nyanca är ett vattendrag i Burundi.   Det ligger i provinsen Rutana, i den centrala delen av landet, 80 km sydost om huvudstaden Bujumbura.
Omgivningarna runt Nyanca är en mosaik av jordbruksmark och naturlig växtlighet. Runt Nyanca är det ganska tätbefolkat, med 111 invånare per kvadratkilometer.